# Petříkov (Kelet-prágai járás)
Petříkov település Csehországban, a Kelet-prágai járásban. Petříkov Kamenice, Kunice, Křížkový Újezdec, Strančice, Popovičky és Velké Popovice településekkel határos. Lakosainak száma 643 fő (2024. január 1.).

## Népesség
A település lakosságának változását az alábbi diagram mutatja:
| Lakosok száma | 341  | 340  | 351  | 293  | 290  | 330  | 553  | 569  | 604  | 643  |
|               | 1869 | 1890 | 1921 | 1950 | 1980 | 2001 | 2017 | 2019 | 2022 | 2024 |